# Venasca
Venasca (Venasca anche in piemontese, Venascha in occitano) è un comune italiano di 1 323 abitanti della provincia di Cuneo in Piemonte, che sorge all'imbocco della Valle Varaita.

## Geografia fisica
Il comune di Venasca si trova sul fondo della Valle Varaita, posta alla destra del torrente omonimo. Per la sua collocazione sul territorio, Venasca è stata nei tempi passati un punto di riferimento per il commercio locale. È posta infatti alla confluenza della valle laterale di Isasca che attraverso la colletta di Brondello conduce a Saluzzo, e alla valletta laterale di Rossana che attraverso la strada per colletta di Busca conduce alla Valle Maira e ai comuni del Cuneese. Il territorio è prevalentemente montuoso-collinare ed è suddiviso (secondo la denominazione dialettale locale) in due parti: "l'adrit" situato sul versante nord della vallata più esposto al sole in inverno e quindi dal clima migliore, e "l'ubach" contrapposto a sud che nel periodo invernale, è per lungo tempo all'ombra e quindi molto più freddo. Il clima essendo il concentrico situato a sud e sottoposto al vento di tramontana proveniente dalla valle, in inverno è particolarmente freddo. Un proverbio in dialetto locale recita Chi veul vede l'infern, deuv pruvè Venasca d'invern ("Chi vuole vedere l'inferno, deve provare Venasca d'inverno"). Per contro in estate si gode di un clima fresco e giustamente ventilato.

## Origini del nome
L'origine del nome è dibattuta: alcune tesi lo fanno derivare dal nome latino venator che significa "cacciatore", altri da vena ("vena acquifera") in riferimento alle numerose fonti d'acqua, chi invece da venenum dal significato "veleno", da cui deriverebbe anche il nome della tribù preromana dei liguri definiti Montaneschi i "Ligures Veneni o Venisani", insediata anticamente nella bassa Valle Varaita e nella vicina Valle Po. Ma più probabilmente il toponimo è di origine preromana, ed è da ritenersi derivante dal nome Venna, antico proprietario di terreni, con aggiunta del suffisso romano-ligure scum, sca che ne identificava l'appartenenza, vista anche la presenza del medesimo suffisso in tanti altri toponimi della zona: (Isasca, Piasco, Brossasco, Lagnasco, Cervasca, Tarantasca); questo tipo di nome si trova anche in Francia, ad esempio Venasque.

## Storia
Abitata anticamente dai Liguri o Celto-Liguri (come altri territori della zona), questi vennero attorno al 15 a.C. sopraffatti dai Romani. Con la caduta dell'impero, Venasca che pur essendo situata su un territorio di confine, non fu particolarmente interessata alle invasioni da parte dei vicini barbari della Gallia.
Attorno al X secolo, i territori furono sottoposti a saccheggi da parte dei saraceni provenienti, attraverso le montagne, dalla baia di Frassinet vicino a Nizza. Se ne ricorda ancora oggi il periodo attraverso le rievocazioni storiche della cacciata dei saraceni, chiamate "Baie" che si svolgono periodicamente nei paesi della media ed alta Valle Varaita.
A cavallo dell'anno 1000 il paese fu sotto la giurisdizione del vescovo-conte di Torino, e successivamente fu feudo dei Conti di Verzuolo, un ramo dei quali si chiamò Venasca, i quali nel 1172 si sottomisero ai Marchesi di Saluzzo. Attorno al 1600 passò sotto il dominio dei Savoia, che lo diedero in feudo prima ai Paillard (1601) e successivamente ai Porporato nel 1622. Nei luoghi attorno a Venasca nel 1744 si svolse una battaglia tra truppe francesi e truppe sabaude e nel 1799 tra francesi e Imperiali.
Venasca fin dal Quattrocento fu sede di un importante mercato settimanale di riferimento per tutta la bassa Valle Varaita. Attorno alla prima metà del Cinquecento Venasca fu uno dei più importanti centri per la lavorazione del ferro ricavato dalle miniere dell'alta valle. Nel Settecento si sviluppò un fiorente commercio della tela e l'industria della seta. La filanda situata all'interno del concentrico, analogamente ad altre nella zona, cessò la sua attività alla fine dell'Ottocento.
L'11 agosto 1944, secondo fonti partigiane, l'abitato fu oggetto di rappresaglia da parte di una unità di controbanda della 4ª Divisione alpina "Monterosa" agli ordini del tenente Adriano Adami che appiccò il fuoco a gran parte delle case del paese. Il 2 maggio 1945 Adami fu fucilato a Saluzzo con questa accusa rivelatasi poi infondata. Infatti il giorno dell'incendio la Monterosa e Adami stesso non si trovavano nemmeno in Piemonte. Viene ancora oggi ricordato come una delle giornate più tragiche, ma che fortunatamente si limitò a coinvolgere solo gli edifici e non la popolazione, come invece accadde nei paesi vicini in particolare in località Ceretto di Costigliole Saluzzo dove vennero fucilati, per rappresaglia, diversi civili.

### Simboli
Lo stemma è antico e si può blasonare: troncato di rosso e d'azzurro, alla lettera maiuscola V d'oro, attraversante, in forma di due scettri di forme vegetali uniti in basso e divaricati. La forma in uso al comune è uno scudo sagomato circondato da una cornice con volute e sormontato da un elmo d'oro piumato. La lettera V è l'iniziale del toponimo. Il gonfalone è un drappo di azzurro.

## Monumenti e luoghi d'interesse

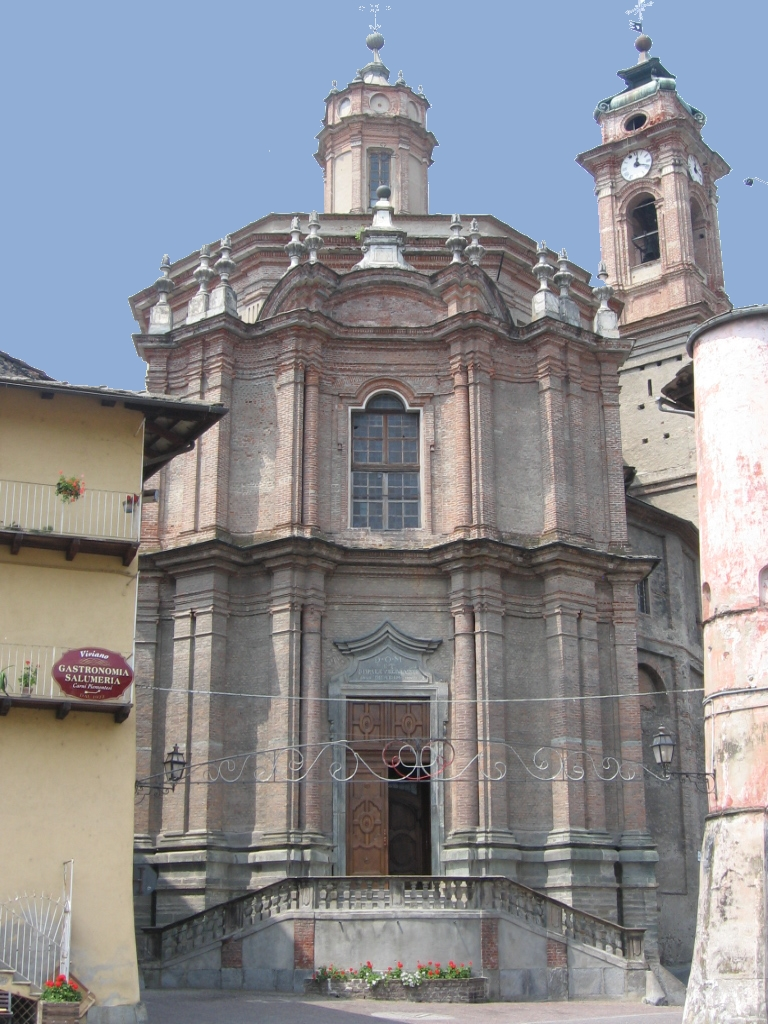
Parrocchiale Maria Assunta

### Chiesa di Maria Assunta
Il centro del paese è dominato dall'imponente e maestosa parrocchiale (in stile barocco) di intitolata a Maria Assunta. A pianta ottagonale, e con facciata in cotto, è stata costruita a partire dal 1750 su progetto dell'architetto Ruffino. L'interno è ricco di marmi policromi e con affreschi del pittore milanese Pietro Antonio Pozzi. È stata definita "Una tra le più superbamente belle chiese del Piemonte"; infatti può essere considerata uno dei più significativi esempi di architettura barocca del Saluzzese. Incorporato con l'edificio religioso, sorge l'antico Palazzo comunale, eretto fra il 1776 e il 1778 su disegno di Michele Borda, oggi sede dell'Istituto Musicale di Venasca-Valle Varaita.

### Casa della torre
Sulla piazzetta di fronte alla parrocchiale sorge un bel palazzo signorile quattrocentesco denominato "La ca dla Tur" (Casa della Torre) dotato di numerosi e pregevoli esempi di antica architettura (altane e colonne in pietra scolpite).

### Chiesa dei Santi Filippo e Giacomo
La chiesa dei Santi Filippo e Giacomo denominata localmente "la crusa" è stata eretta su una precedente chiesa del 1300, dedicata a san Rocco. È situata sulla nuova piazza del paese e fu sede anticamente della Confraternita dei Disciplinanti o del Gonfalone.

### Chiese varie
D'interesse sono anche le numerose cappelle sparse sul territorio comunale, come la cappella di Sant'Antonio (1650), quella di Sant'Anna (1683), San Firmino (1719), San Bernardo (1700 ??), San Bartolomeo (1700), Santa Maria del Vernet (???), San Sebastiano (1770) e la cappella della Natività di Peralba (già citata nei documenti nel 1143) che sorge su un promontorio dominante la pianura, a circa 4 chilometri dal concentrico a 1000 metri di altitudine. Deve, probabilmente, il proprio nome (Peralba) da "albus" (bianco), dovuto al colore delle pietre presenti nella zona o dal colore della costruzione, ben visibile anche in lontananza.
Uscendo dal paese, oltre il ponte sul torrente Varaita, è presente la secentesca cappella di San Carlo, eretta in seguito al voto fatto dalla comunità dopo la grande peste del 1630.
Sulla strada che conduce ad Isasca si incontra il piccolo santuario di Santa Lucia (1725) patrona del paese (protettrice della vista), caratterizzato dalla presenza di numerosi ex voto.
A Bricco, piccolo frazione del paese, infine, sorge la parrocchiale dedicata alla Visitazione di Maria Vergine (1780).

## Economia
L'economia è legata all'allevamento del bestiame, all'agricoltura e alla lavorazione del legno. Un tempo esisteva (ora cessata) in località Pilone Rocche una fiorente attività legata all'estrazione e lavorazione per usi industriali della pietra "serpentino". È ancora visibile, entrando nel territorio comunale arrivando dalla pianura, la grande cava dove si estraeva il materiale dal versante della montagna. L'artigianato del legno era rivolto principalmente alla produzione di cofani mortuari; un tempo esistevano diverse attività produttive (ora cessate). Nel concentrico sono presenti numerosi esercizi commerciali e panetterie. Inoltre sono presenti sul territorio comunale due salumifici.
La presenza turistica nei mesi estivi, dato il clima fresco e ventilato è abbastanza buona, specialmente nella parte più alta del territorio (Bricco, Peralba).

## Società

### Evoluzione demografica
Abitanti censiti

### Etnie e minoranze straniere
Secondo i dati Istat al 31 dicembre 2017, i cittadini stranieri residenti a Venasca sono 75, così suddivisi per nazionalità, elencando per le presenze più significative:
1. Romania, 29

## Cultura

### Eventi
1ª domenica dopo Pasqua
"Madonna del Buon Consiglio"
3ª domenica di settembre
"Festeggiamenti di Santa Lucia"
3ª domenica di ottobre
"La Castagna"
Mostra mercato dei prodotti agricoli ed artigianali della Valle Varaita.

### Attività
È stata inaugurata il 26 maggio 2007 la Fabbrica dei suoni. Si tratta del primo parco tematico italiano dedicato esclusivamente 
al suono e alla musica.

## Amministrazione
| Periodo | Periodo   | Primo cittadino  | Partito      | Carica  | Note |
| ------- | --------- | ---------------- | ------------ | ------- | ---- |
| 1989    | 1994      | Alberto Giordano | lista civica | Sindaco |      |
| 1994    | 1999      | Bruno Nicolino   | lista civica | Sindaco |      |
| 1999    | 2004      | Dario Ballatore  | lista civica | Sindaco |      |
| 2004    | 2009      | Dario Ballatore  | lista civica | Sindaco |      |
| 2009    | 2014      | Silvano Dovetta  | lista civica | Sindaco |      |
| 2014    | 2019      | Silvano Dovetta  | lista civica | Sindaco |      |
| 2019    | 2024      | Silvano Dovetta  | lista civica | Sindaco |      |
| 2024    | in carica | Silvano Dovetta  | lista civica | Sindaco |      |

## Sport
Sono presenti un maneggio, un campo da calcio a 11, un campo da calcetto, da tennis, da beach volley, una bocciofila.

### Altre informazioni amministrative
Il comune faceva parte della Comunità montana Valli Po, Bronda, Infernotto e Varaita.

## Infrastrutture e trasporti
Tra il 1887 e il 1948 Venasca fu capolinea di una tranvia per Costigliole Saluzzo.

## Chiese e cappelle

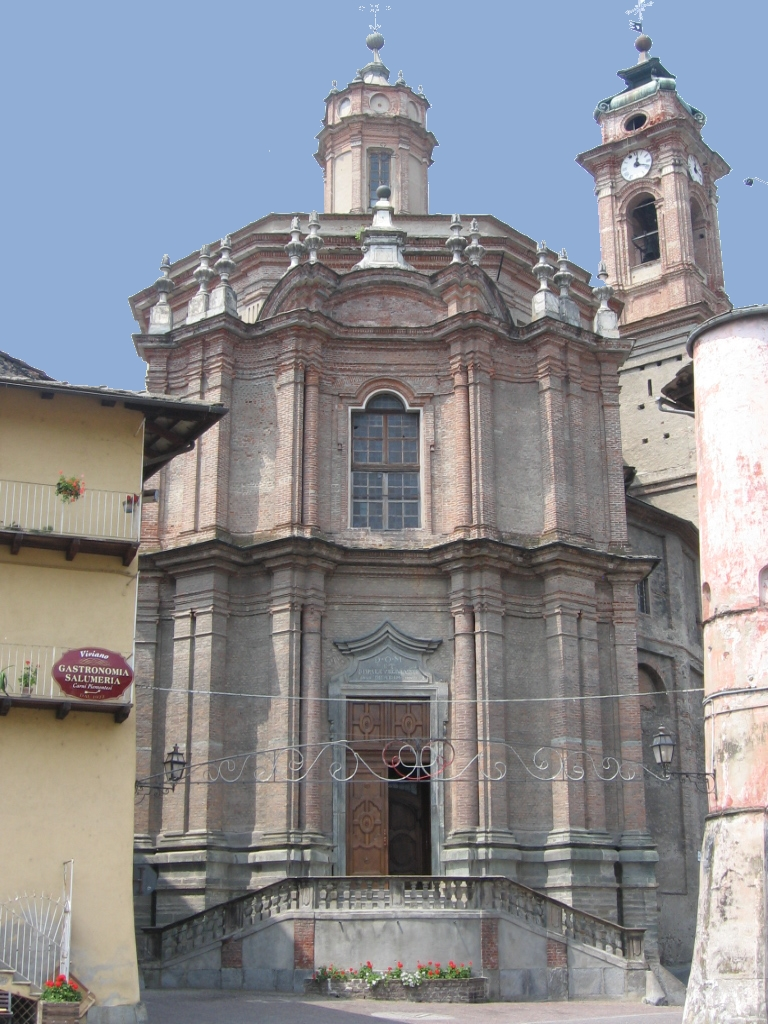
Parrocchiale Maria Assunta 1750
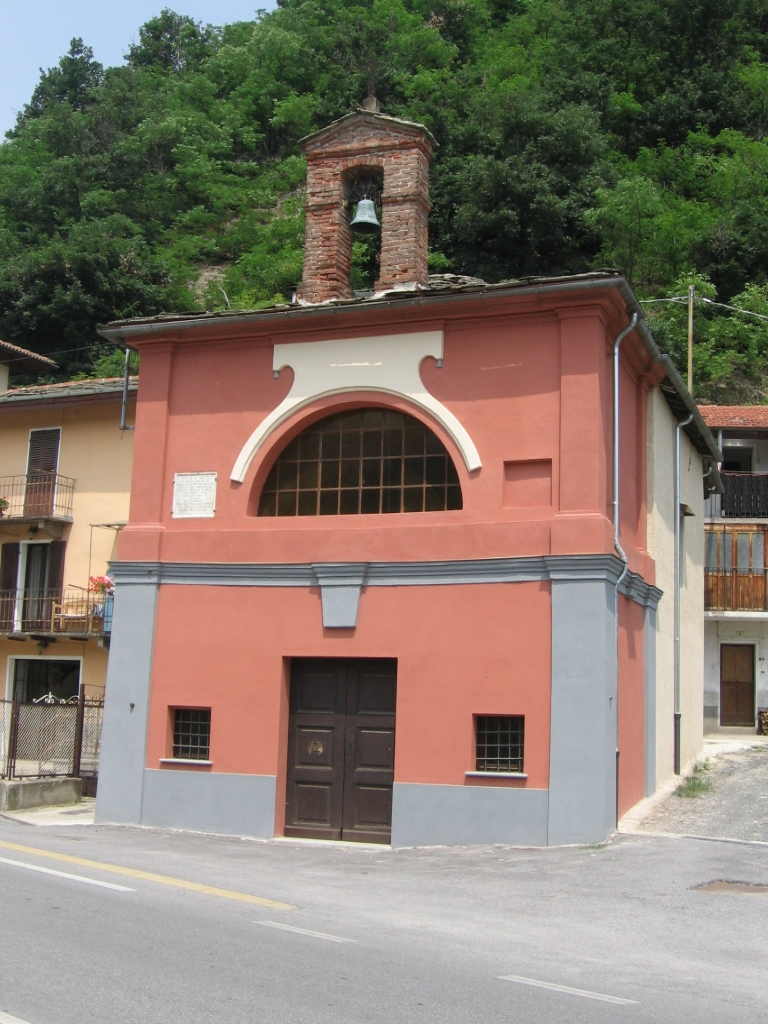
San Carlo 1630
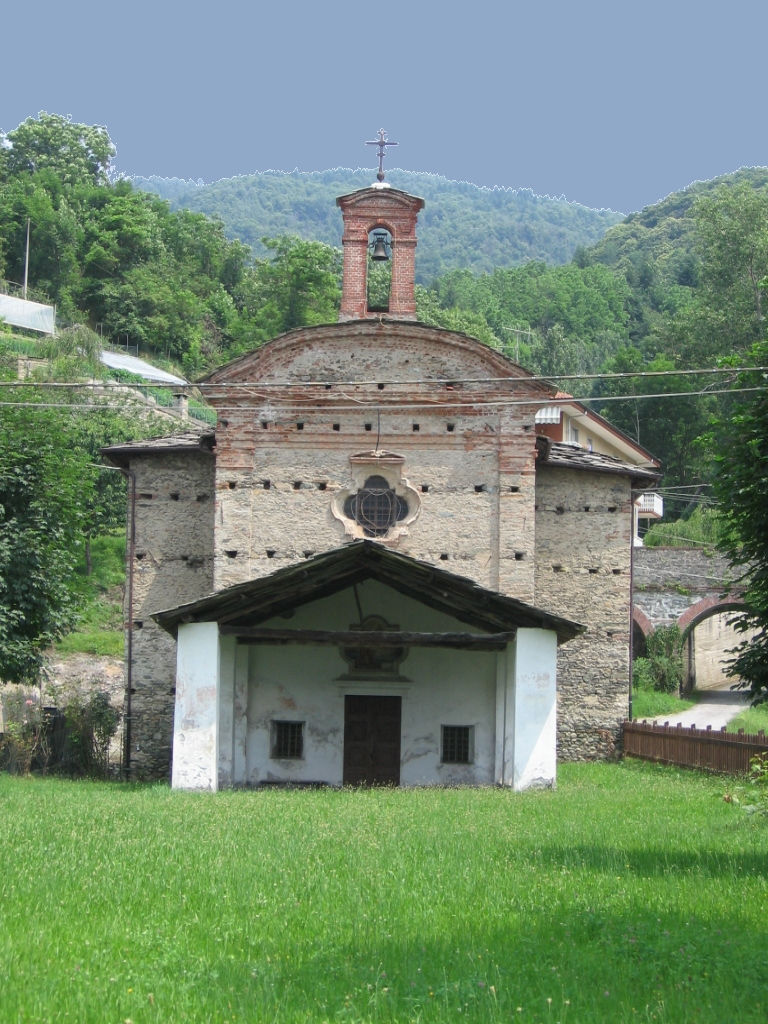
San Bartolomeo 1700
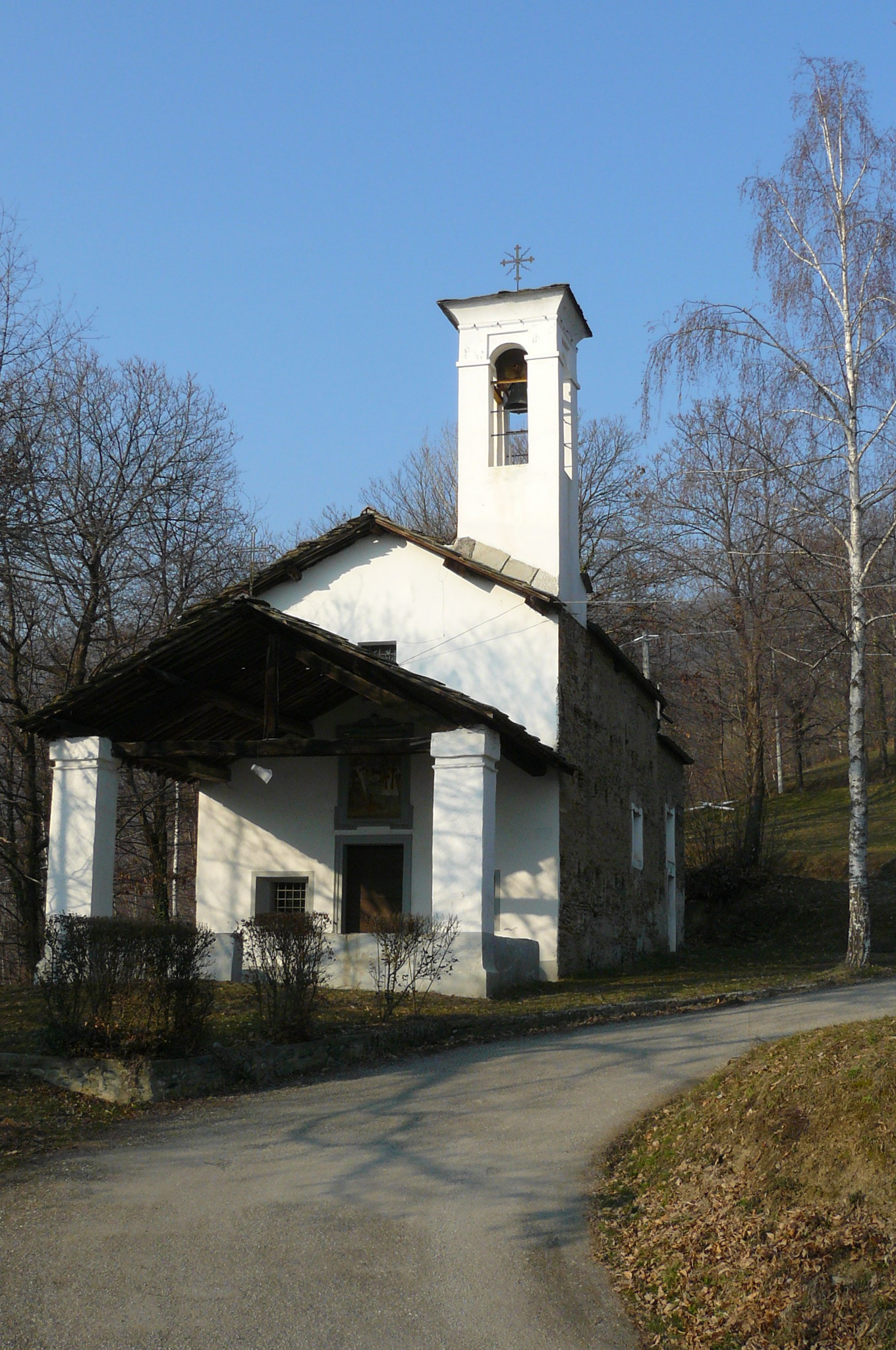
San Bernardo 1700
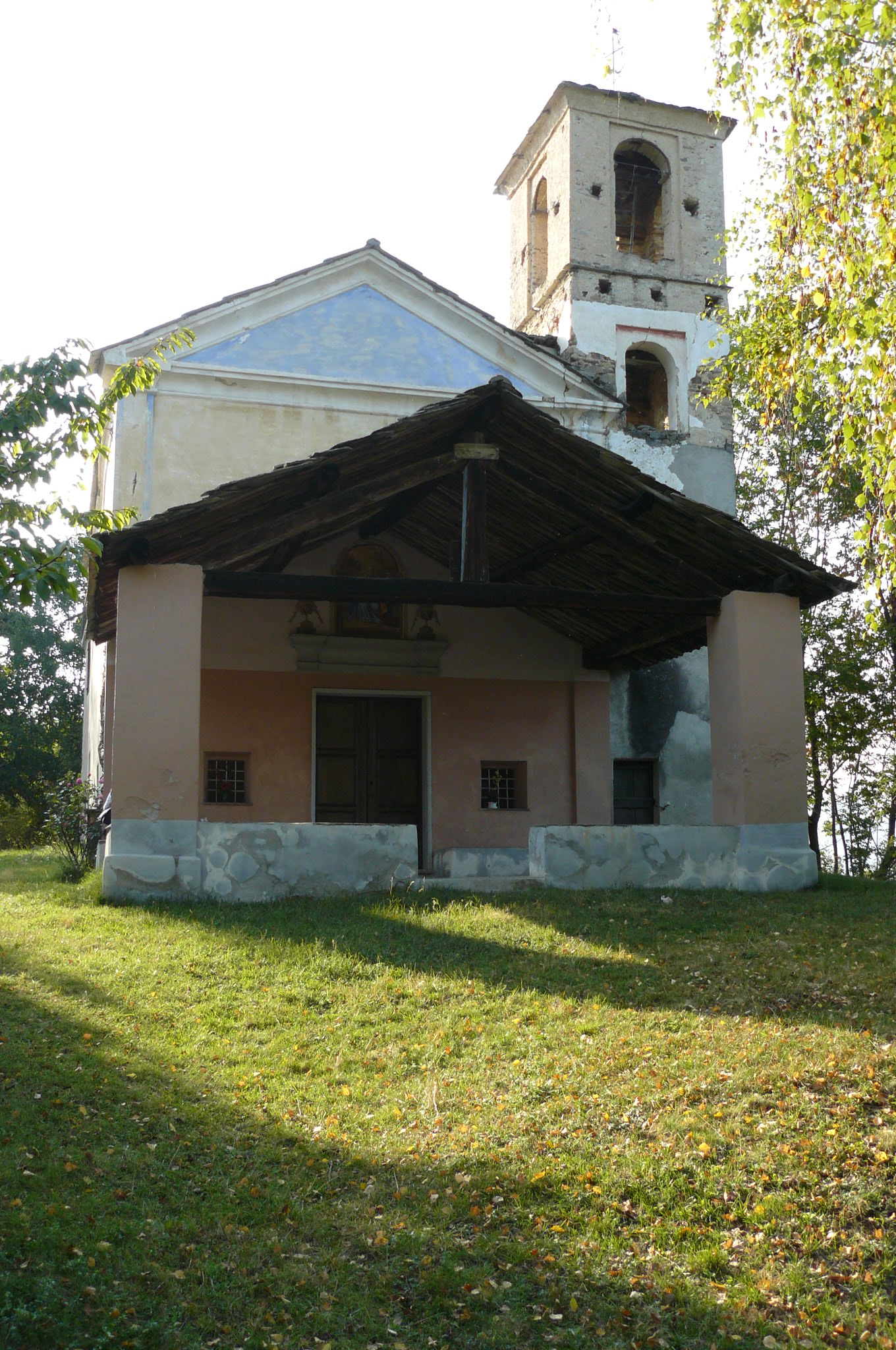
Sant'Anna 1683
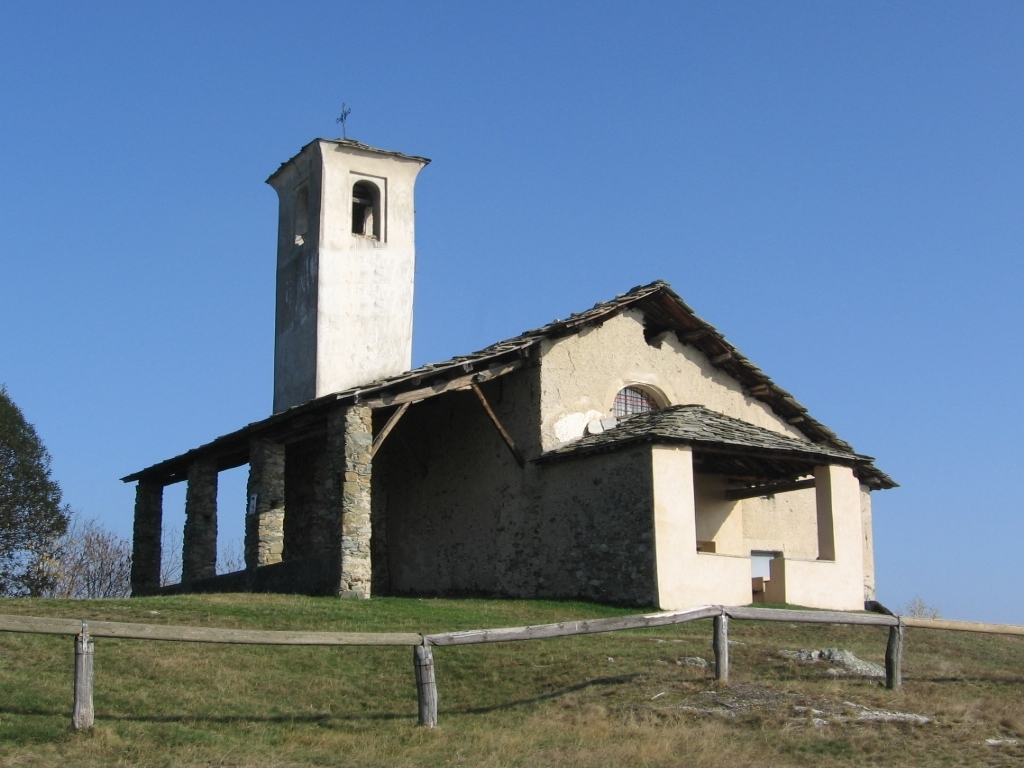
Madonna di Peralba 1143
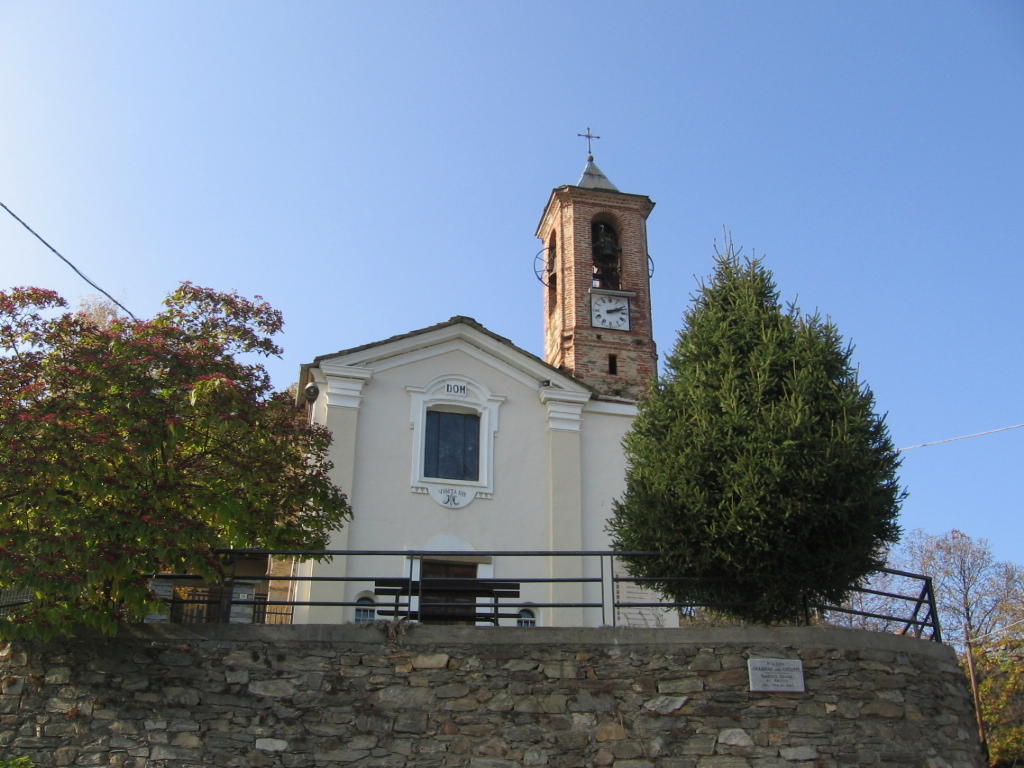
Visitazione di Maria Vergine 1780
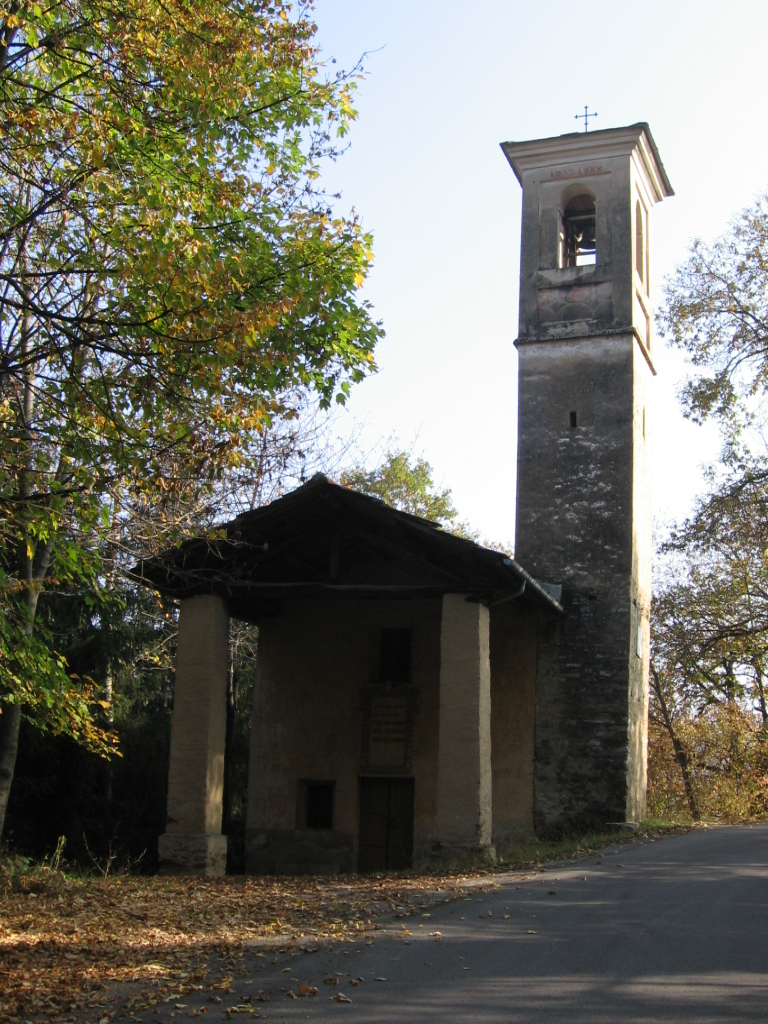
Santa Maria del Vernetto ?
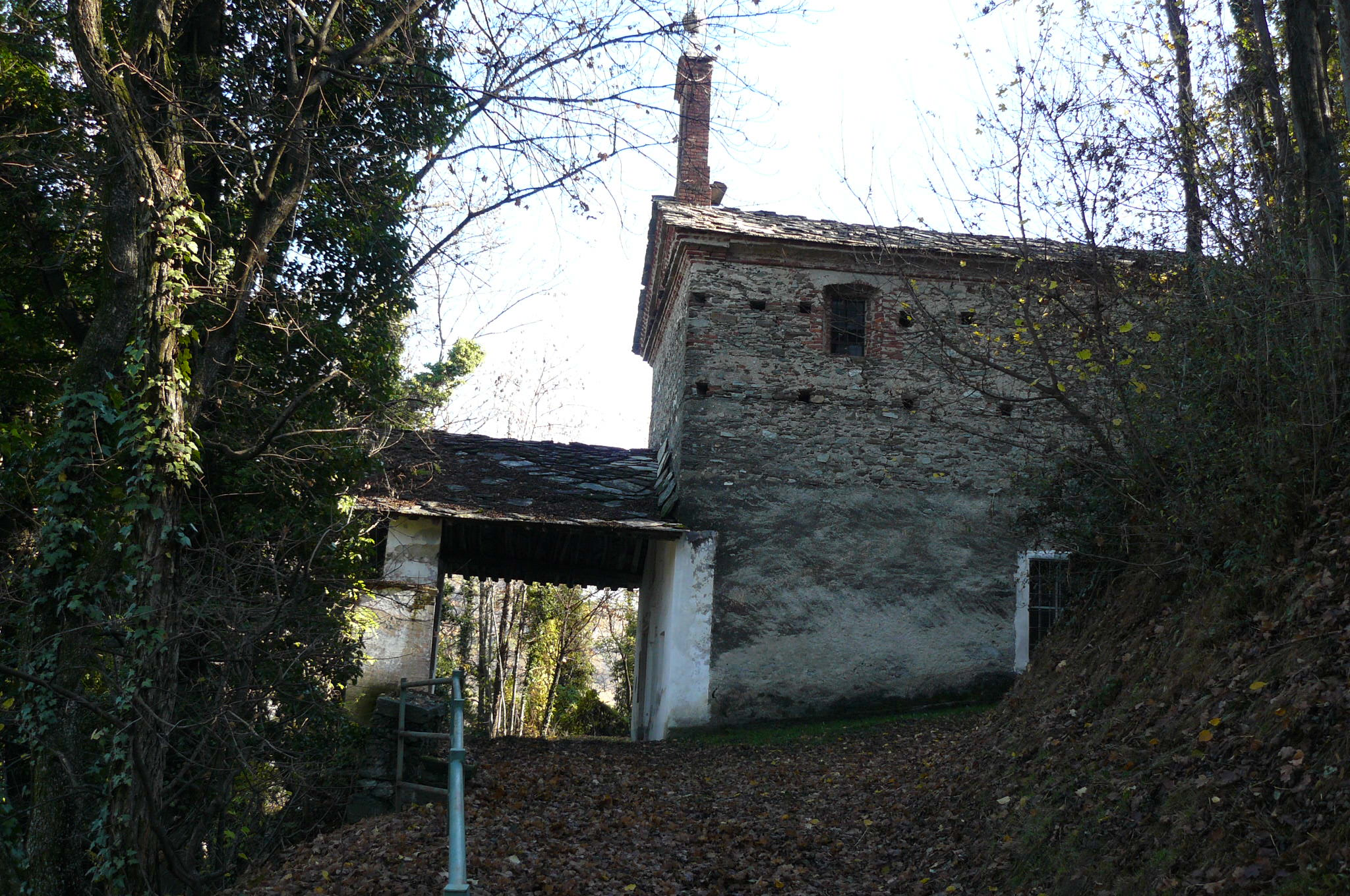
San Firmino 1719
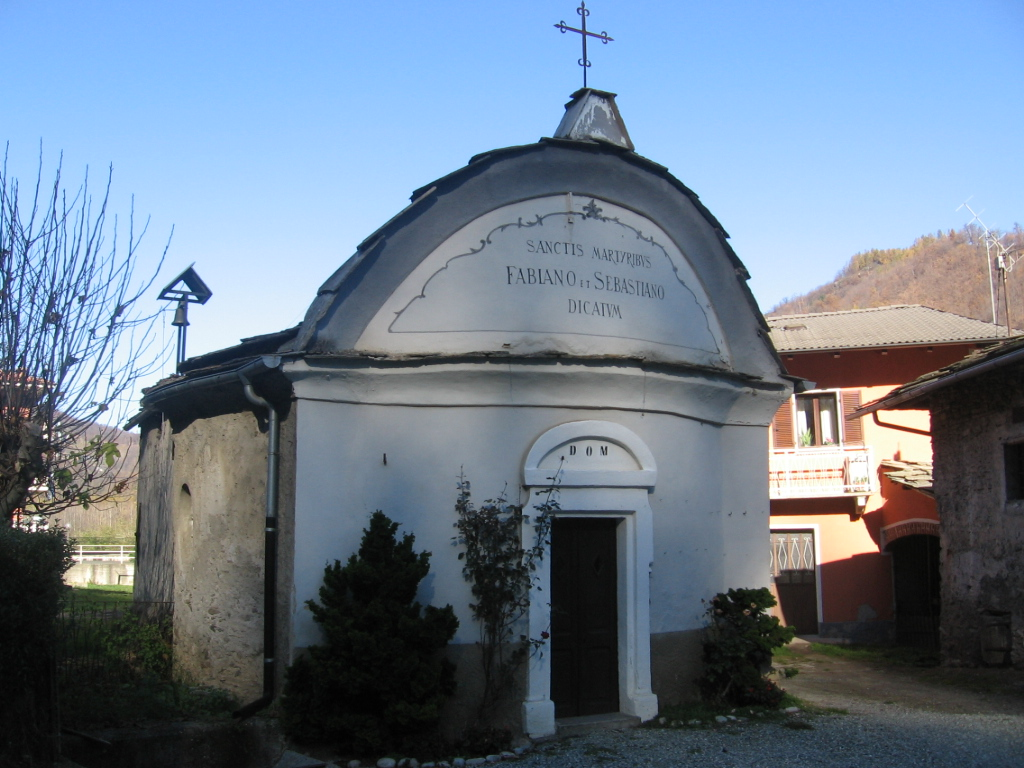
San Sebastiano 1770
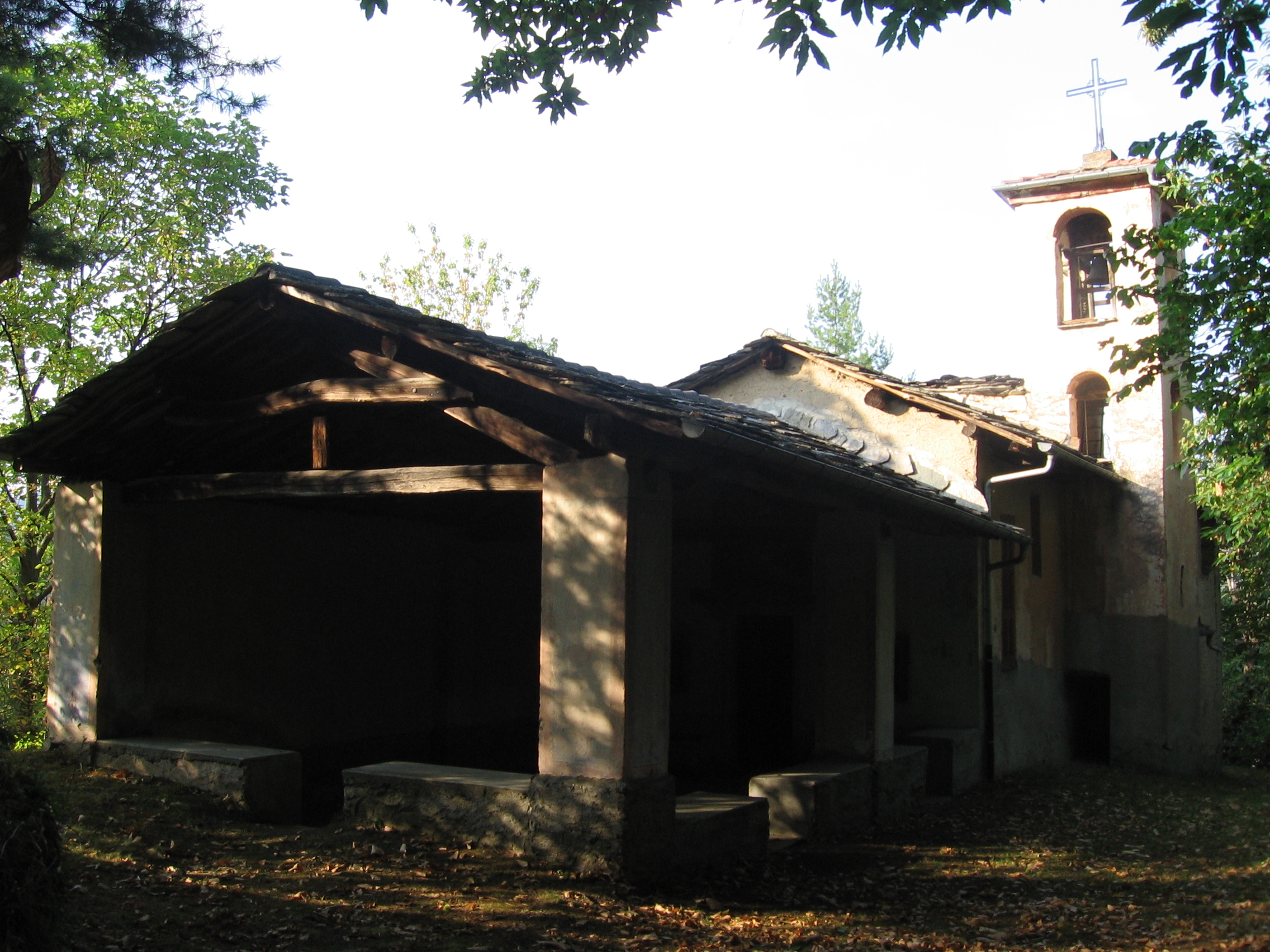
Sant'Antonio 1650
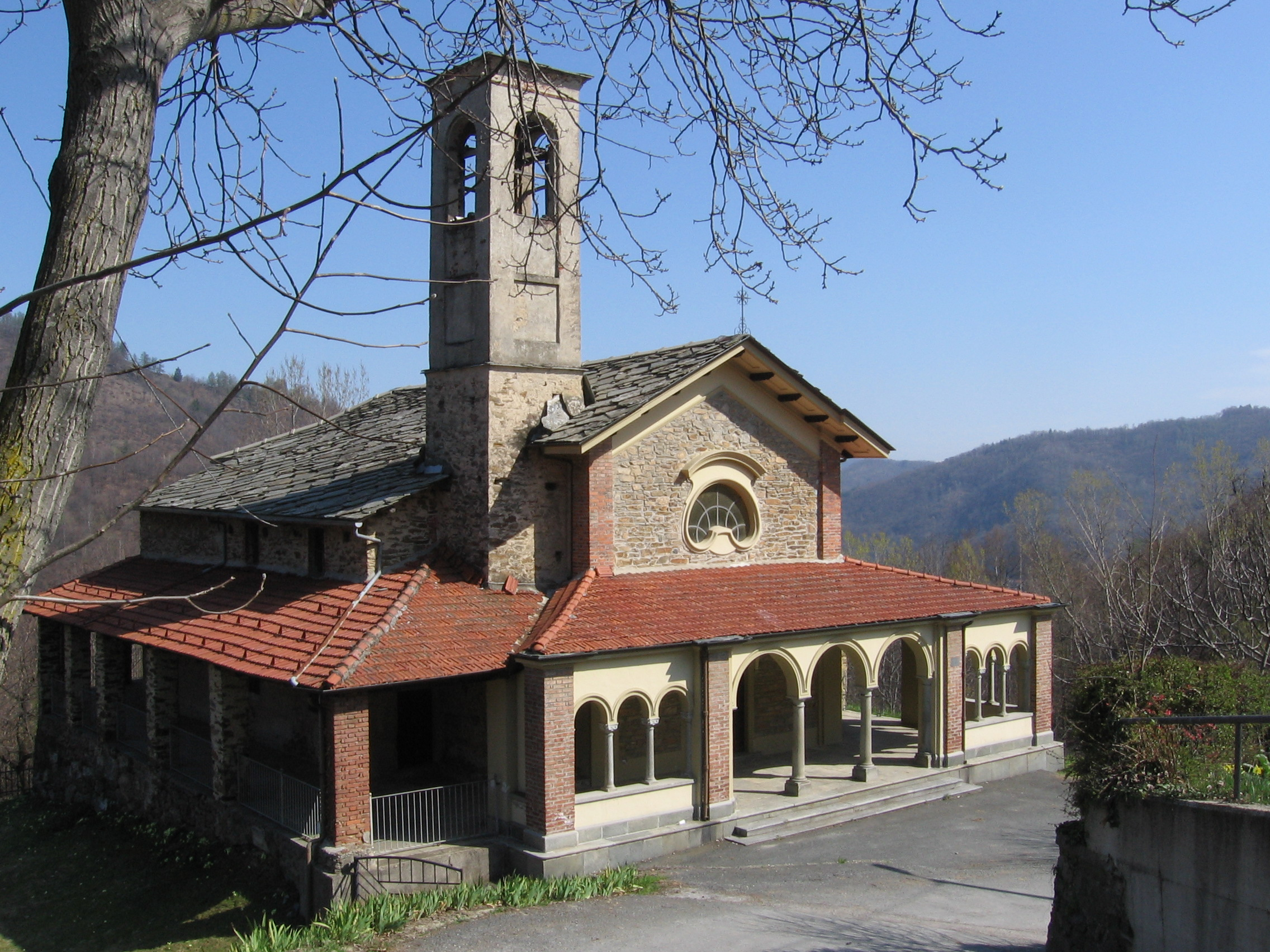
Santa Lucia 1725
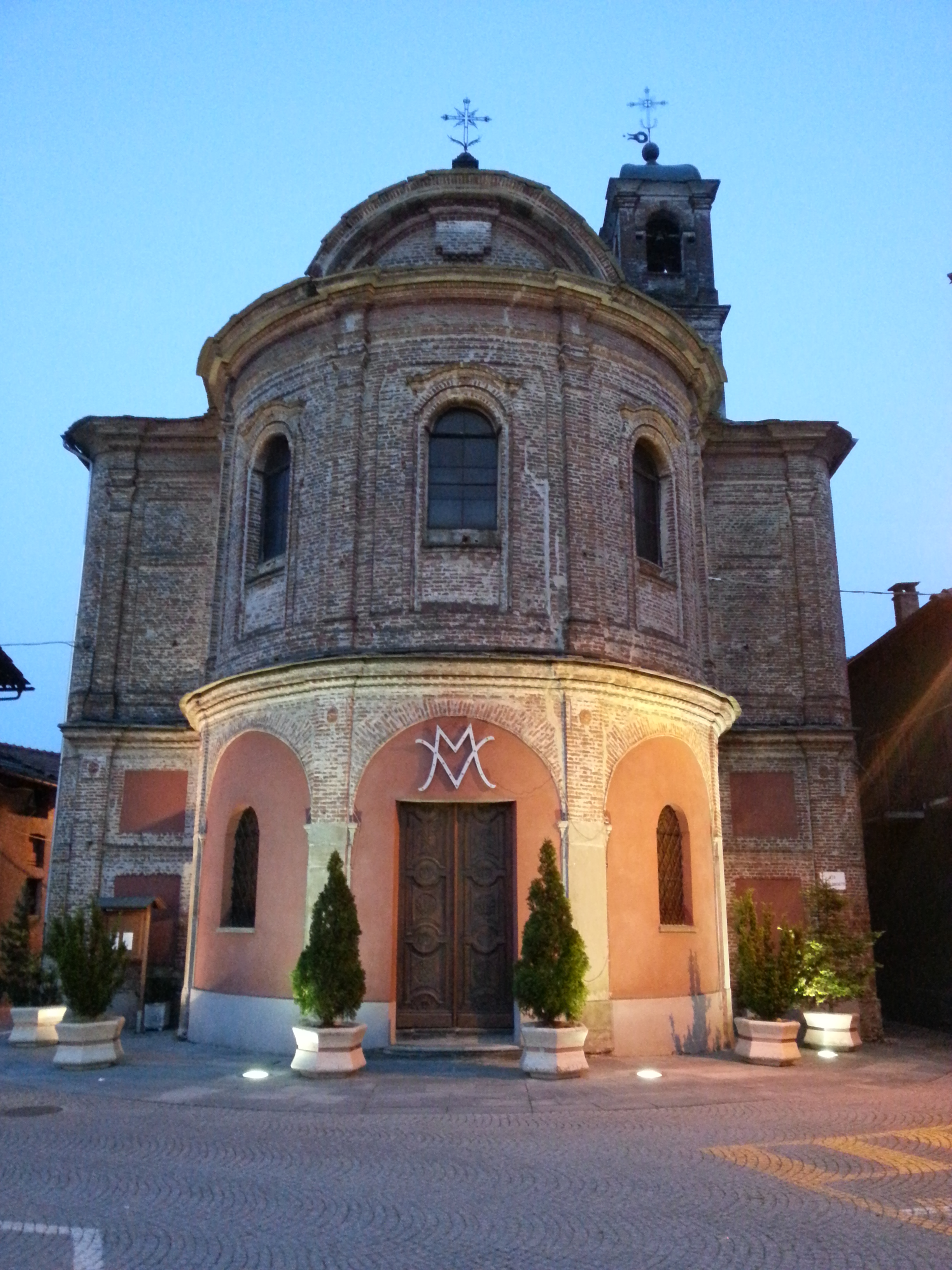
Santi Filippo e Giacomo 1807 (detta "Crusà")

## Galleria d'immagini

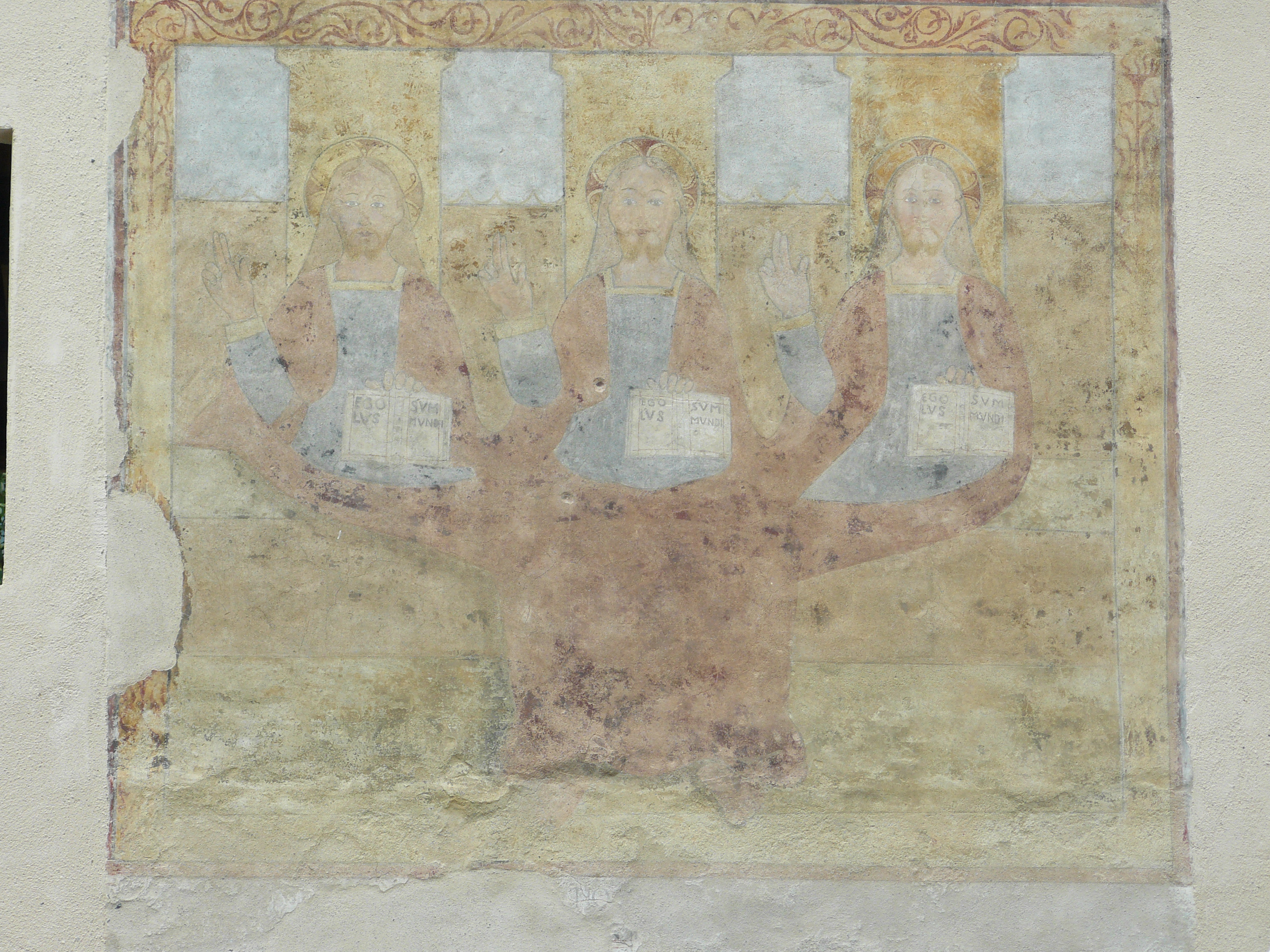
Affresco del 1491 in Via Ruffino
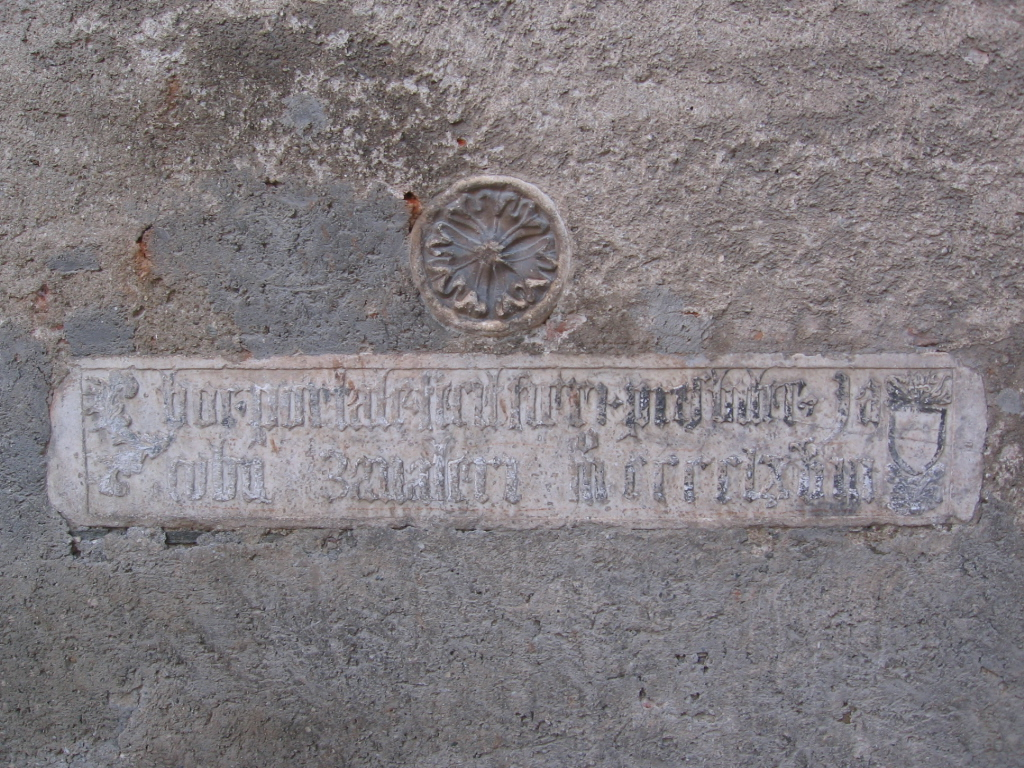
Architrave antica chiesa 1468
Presbiterio Parrocchiale Maria Assunta
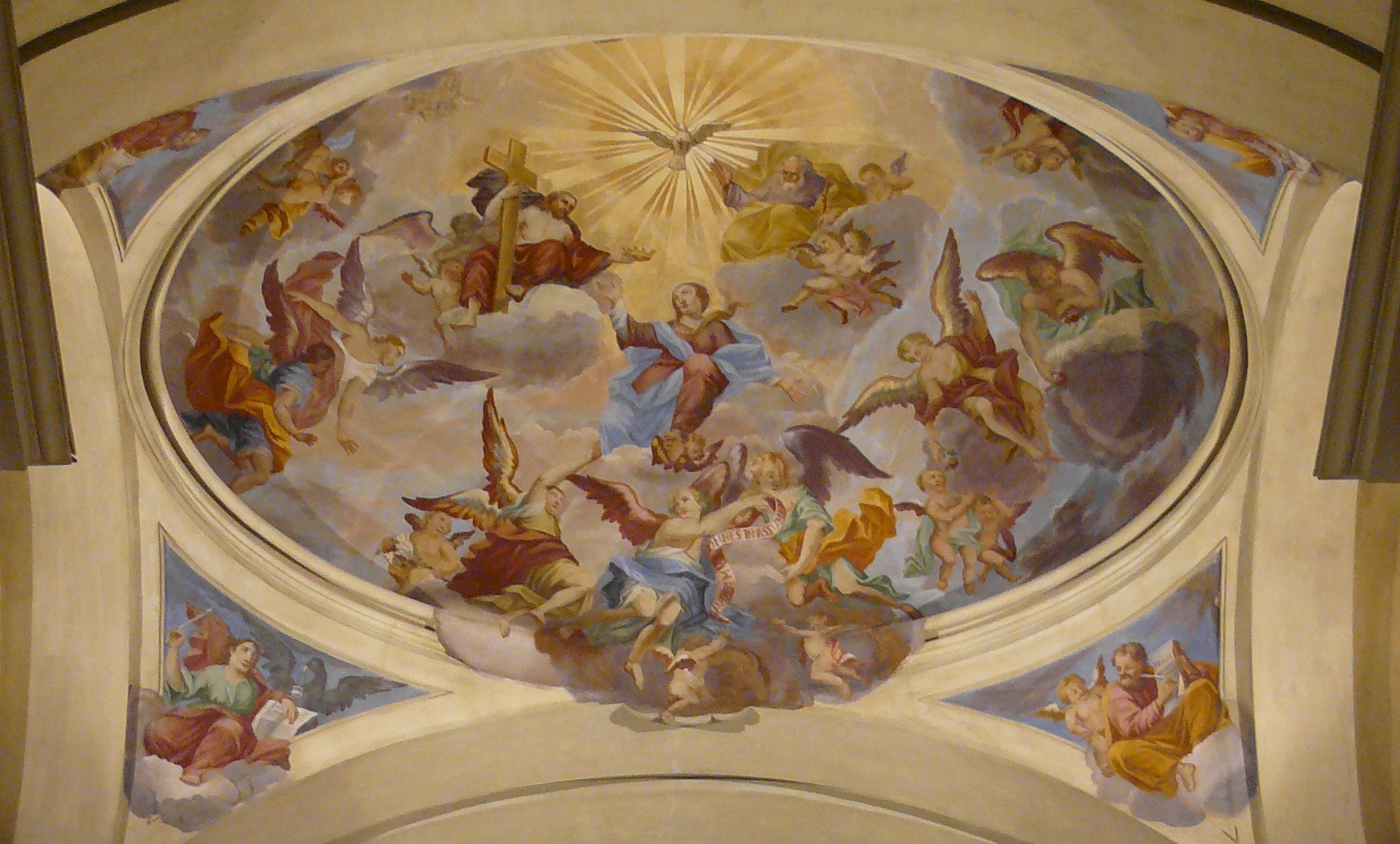
Affresco Presbiterio Parrocchiale Maria Assunta